# Idempotent
 Der er for få eller ingen kildehenvisninger i denne artikel, hvilket er et problem. Du kan hjælpe ved at angive troværdige kilder til de påstande, som fremføres i artiklen.

Begrebet idempotent bruges om en operation, som giver det samme resultat, uanset hvor mange gange den udføres. Det bruges blandt andet i matematik og datalogi.